# Collection Panckoucke
La collection Panckoucke est une collection d'éditions des classiques latins, accompagnées de la traduction en français, publiée par la maison d'édition Panckoucke au XIXe siècle. Le titre officiel de la collection est Bibliothèque latine-française ou Collection des classiques latins, avec la traduction en français, mais elle est habituellement désignée comme la collection Panckoucke.

## Collection de classiques latins
La collection, commencée en 1825, est restée longtemps la collection de référence pour les auteurs latins, jusqu'à l'apparition de la Collection des universités de France (« collection Budé »), malgré la qualité inégale des traductions. Charles-Louis-Fleury Panckoucke, alors responsable de la maison Panckoucke, est l'initiateur de la collection.

## Collection de vases grecs
L'expression collection Panckoucke est également utilisée, dans un tout autre sens, pour désigner la collection de vases grecs réunie par Charles-Louis-Fleury Panckoucke et conservée aujourd'hui au musée de Boulogne-sur-Mer. Cette collection thématique, constituée de représentations des épisodes du mythe d'Héraklès, a été acquise par le musée en 1862.